# 菲耶尔河畔瓦利耶尔
菲耶尔河畔瓦利耶尔（法語：Vallières-sur-Fier，法語發音：[valjɛʁ syʁ fjɛʁ]）是法国上萨瓦省的一个市镇，属于阿讷西区。该市镇于2019年由原市镇瓦利耶尔和瓦勒德菲耶尔合并而成，行政中心位于瓦利耶尔。

## 地名
菲耶爾河（Fier）是流经该地一条河流，其为罗讷河的左支流。瓦利耶尔（Vallières）则是该市镇的前身及主体。

## 地理
菲耶尔河畔瓦利耶尔（45°50'49.2"N, 5°56'17.2"E）面积19.14 平方千米，位于法国奥弗涅-罗讷-阿尔卑斯大区上萨瓦省，该省份为法国东部省份，历史上为薩伏依的一部分，北与瑞士接壤，西接安省，南至萨瓦省，东与瑞士和意大利接壤。
与菲耶尔河畔瓦利耶尔接壤的市镇（或旧市镇、城区）包括：克朗皮尼-博讷盖特、德鲁瓦西、塞塞勒、莫村、洛尔奈、莫伊、呂米伊、萨勒、菲耶尔河畔欧特维尔、圣厄塞布。
菲耶尔河畔瓦利耶尔的时区为UTC+01:00、UTC+02:00（夏令时）。

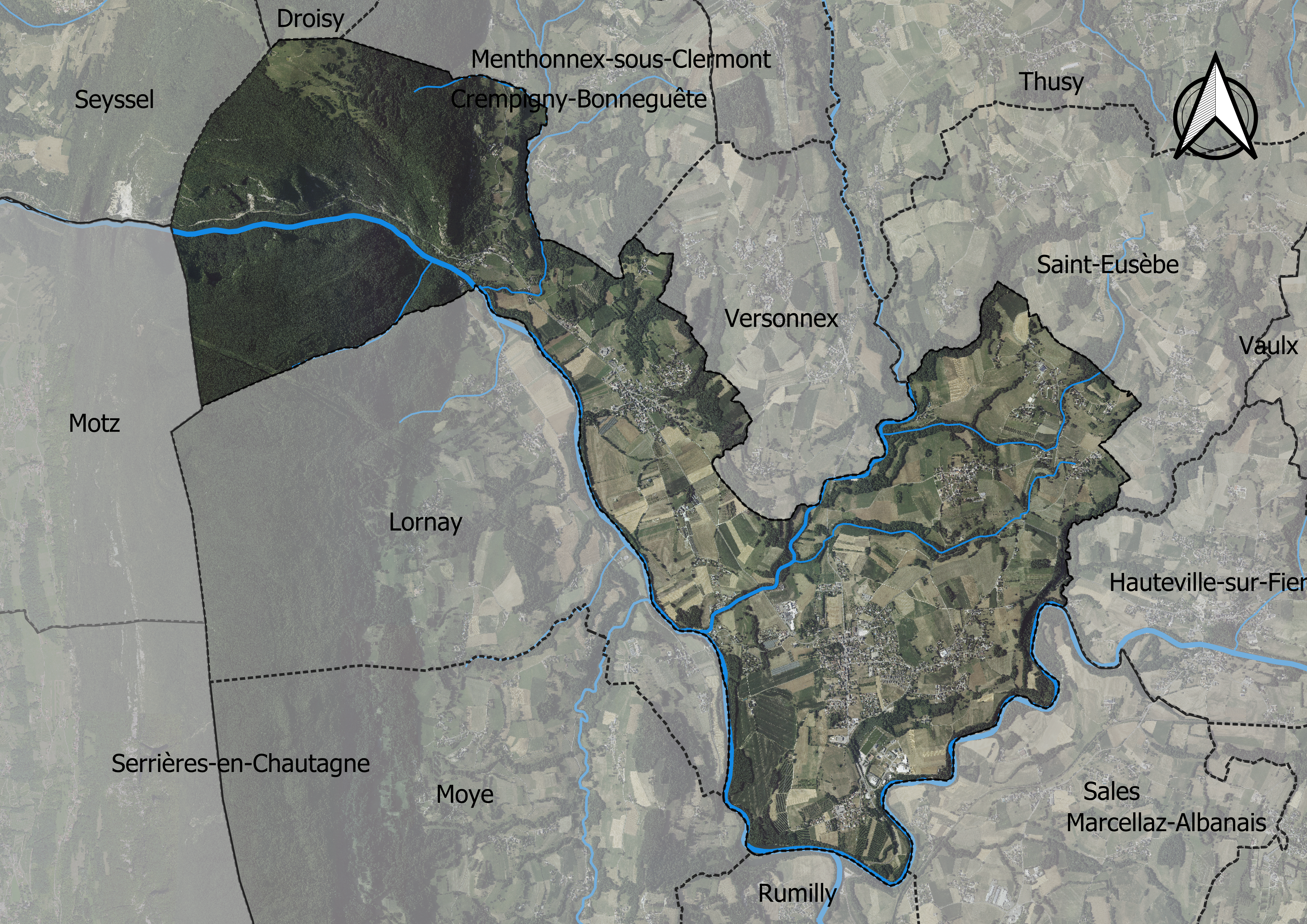
菲耶尔河畔瓦利耶尔的卫星地图

## 行政
菲耶尔河畔瓦利耶尔的邮政编码为74150，INSEE市镇编码为74289。

## 政治
菲耶尔河畔瓦利耶尔所属的省级选区为吕米伊县。

## 人口
菲耶尔河畔瓦利耶尔于2022年1月1日时的人口数量为2739人。